# プラッシーの戦い
プラッシーの戦い（プラッシーのたたかい、ベンガル語: পলাশীর যুদ্ধ、英語: Battle of Plassey）は、1757年6月23日にインドのベンガル地方の村プラッシーにおいて、 イギリス東インド会社軍と、ベンガル太守（ムガル帝国の地方長官）・後援するフランス東インド会社の連合軍の戦い。
この戦いは七年戦争とも関係し、イギリス・フランス間の植民地を巡る戦いの1つでもあった。また、この戦いを機にベンガル太守はイギリスに従属していくようになり、徐々に傀儡化していった。

## 経緯

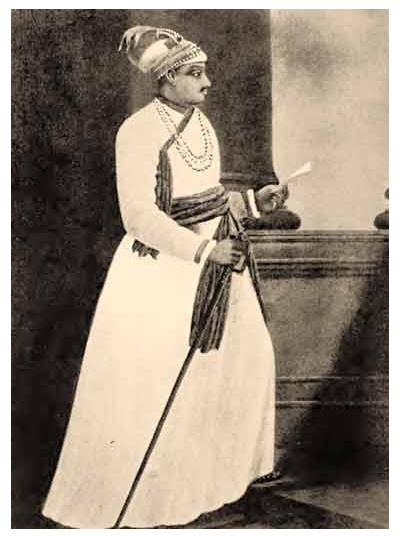
シラージュ・ウッダウラ

1756年6月、ベンガル太守シラージュ・ウッダウラは関税問題や要塞強化に対するイギリスの返答を不服とし、カルカッタのウィリアム要塞を攻撃した。それより以前、1754年にはフレンチ・インディアン戦争が勃発しており、1756年5月17日にインドではイギリスがフランスに宣戦布告していたので、フランスはカルカッタ救援を拒否した。この攻撃により、ウィリアム要塞は占拠され、イギリス人捕虜が牢獄内で多数死亡するブラックホール事件が起きた。
シラージュ・ウッダウラはカルカッタにおける勝利で名をあげたが、ベンガル太守位を巡っては一族で内訌があり、軍総司令官のミール・ジャアファルがイギリスと密かに連絡を取り合っていた。また、太守の傲慢な態度は家臣たちの反感を買い、彼に反感を持つ人々が加わってこの陰謀はさらに膨れ上がっていった。

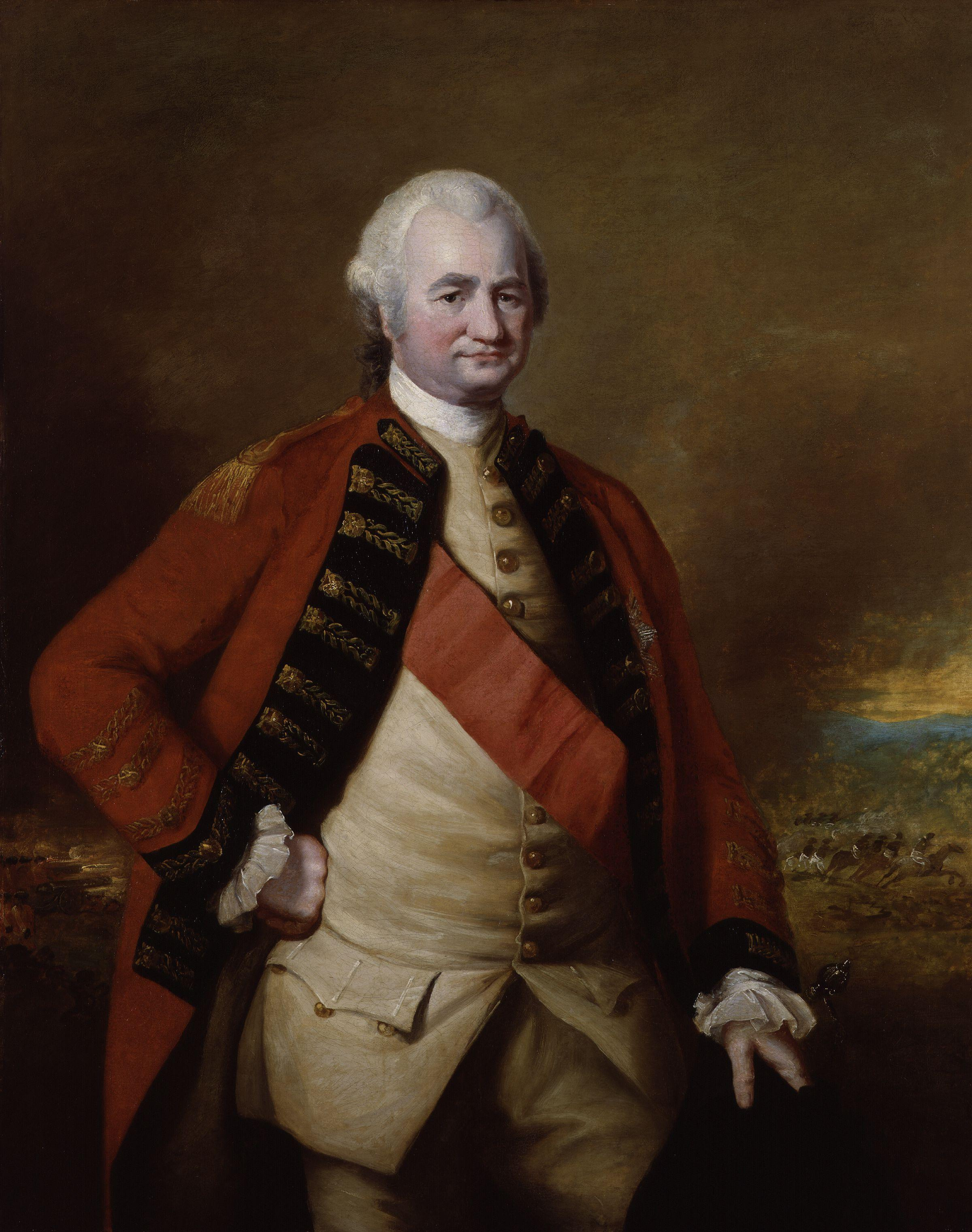
ロバート・クライヴ

同年12月、マドラスからロバート・クライヴが到着し、1757年1月にカルカッタを奪還、2月にはフーグリーで太守の軍勢を破った。このとき、イギリスと内通していたミール・ジャアファルはシラージュ・ウッダラに講和を勧め、彼もこれに応じた。だが、3月にイギリスがフランスの拠点シャンデルナゴルを落とした際、シラージュ・ウッダウラはイギリスに祝意を述べたものの、太守のもとに逃げてきたフランス人の引き渡しには応じず、対立が生じた。
一方、イギリスはミール・ジャアファルと内通し続け、6月4日にはシラージュ・ウッダウラへの非協力、カルカッタ攻撃の賠償金支払い、カルカッタの南カールピーまでの地がイギリスのザミーンダーリーに置かれることなどを条件に彼に太守位を約束した。
シラージュ・ウッダウラは自身に対して張り巡らされた陰謀に不安となり、ミール・ジャアファルに確認をとるためその邸宅へと行き、その疑念が晴れたので彼とともにイギリス軍を迎え撃つためにカルカッタの北方プラッシーへと向かった。

## 戦闘

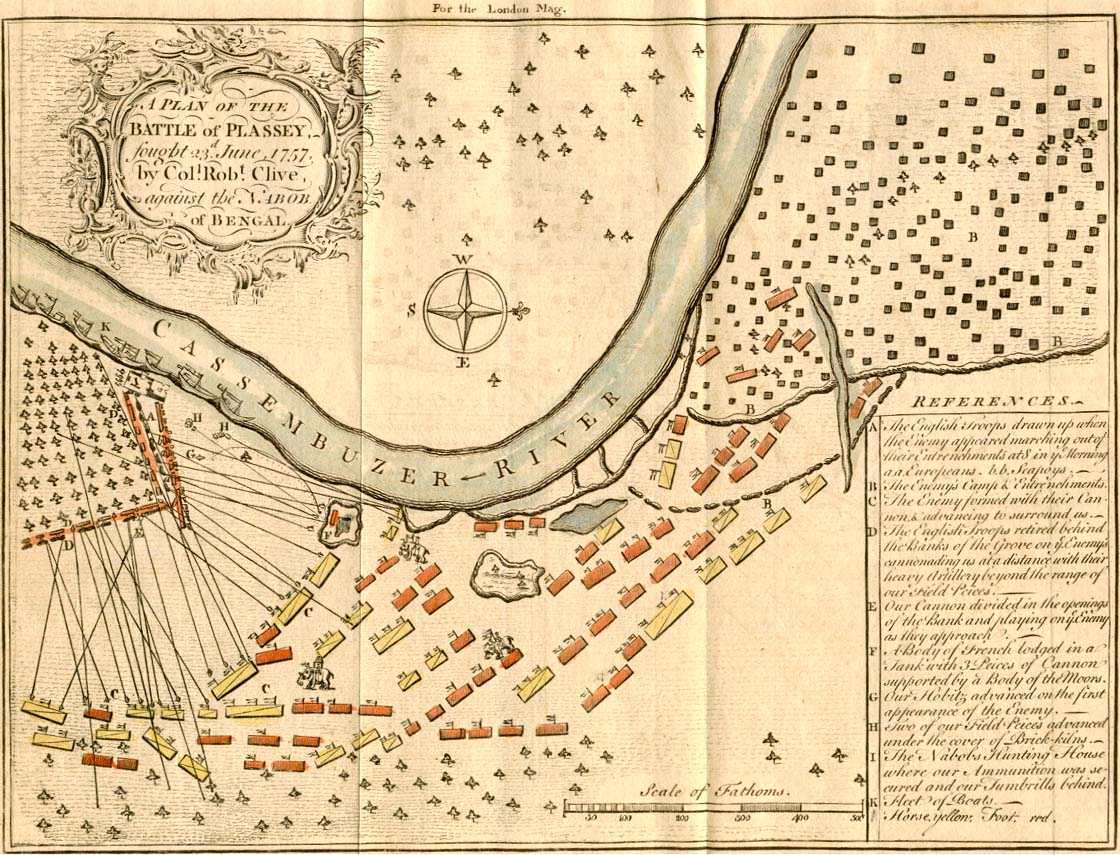
イギリス側の戦闘計画書

1757年6月23日、イギリスの軍人ロバート・クライブは東インド会社の軍隊を率いて、フランス勢力と組んだベンガル太守のシラージュ・ウッダウラとカルカッタの北方プラッシーで交戦した。戦いはひどく暑くじめじめした07:00ごろにベンガル太守側の砲撃で開始された。
ロバート・クライブの率いたイギリス東インド会社軍は僅かにヨーロッパ人兵士950人・インド人傭兵（シパーヒー）2,100人と9門の砲・100人の砲兵を有していたのみだった。これに対してフランス東インド会社と同盟していたベンガル太守のシラージュ・ウッダウラは6万2000人の歩・騎兵力と40人のフランス兵が操作する重砲を含む53門の砲を装備して戦いに臨んでいた。
しかし、ベンガル太守側兵力の大部分である35,000人の歩兵と15,000人の騎兵を率いていたミール・ジャアファルはイギリスに内通しており、戦闘には参加しなかった。シラージュ・ウッダウラはミール・ジャアファルが戦闘に参加しないのは彼の作戦だと信じ切っていた。そのため、ベンガル太守に忠実な部隊はモーハン・ラールとミール・マダン率いる12,000人とフランス人砲兵に過ぎなかったため、実際の戦闘はほぼ互角の兵力で戦われた。
昼になってモンスーン期の大雨に見舞われて小休止し、イギリス東インド会社軍は素早く装備を雨から防いで雨が上がるまで待機した。しかし、ベンガル太守軍の兵士達は日頃の訓練不足により情況の変化に柔軟に対応できず、豪雨の中に火薬樽や銃・砲を放置し、水浸しとなった火薬は着火しなくなってしまった。
雨が止んだ14:00ごろから反撃を開始したイギリス東インド会社軍を前にして、シラージュ・ウッダウラの軍勢は火薬が水浸しで着火せず火器が使用できない状態のままイギリスに一方的に攻撃され、ミール・マダンが戦死するなどして惨敗した。一方、ミール・ジャアファルの5万の大部隊は何もせずに傍観するだけであった。
ミール・マダンの戦死後、シラージュ・ウッダウラは気落ちし、ミール・ジャアファルに助言を求めた。ミール・ジャアファルは手にコーランをのせてシラージュ・ウッダウラに忠誠を誓い、「明日自分がイギリス軍への総攻撃をかけるので、今日はもう日も暮れているから戦闘をやめましょう」と言った。
だが、モーハン・ラールは「今の状況で戦闘を停止すれば味方の軍は今日の戦闘に敗れたと誤解し、夜半に乗じて四散してしまいます」と反対した。にもかかわらず、シラージュ・ウッダウラはミール・ジャアファルを完全に信頼しきっており、全軍に戦闘停止を命じた。
しばらくすると、モーハン・ラールの心配した通り、ベンガル軍に動揺が広がりはじめ、逃げ出す兵が続出し壊走に近い状態となった。シラージュ・ウッダウラもこれにあせり、首都ムルシダーバードへ逃げ出した。一方、戦闘停止を提案したミール・ジャアファルは公然とイギリス軍に合流し、クライヴに勝利の祝意を伝えた。
この戦いで両軍の損害は、イギリス軍の損害は22人が戦死し、50人が負傷したのみで、他方ベンガル太守軍も500人が死傷しただけだった。堀口松城は、「歴史上の意義に比べて戦いの規模は小さかった」と評している。

## 戦後
イギリス東インド会社がプラッシーの戦いでフランス・ベンガル太守連合軍を破ったことで、イギリスのインド支配は本格化する。他方、フランスは翌年から南インドで発生した第三次カーナティック戦争にも敗北し、ポンディシェリーを占領されると、インドから撤退することになる。
だが、プラッシーの戦いはインドにとって、これから長きに渡るイギリスによる植民地支配への序曲に過ぎなかった。ベンガルの詩人ナビン・チャンドラ・セーンはこの戦いののちに訪れたイギリス支配を、「インドにとって永劫に続く闇夜」とたとえている。
戦いからまもなく、ミール・ジャアファルが新ベンガル太守として任命され、シラージュ・ウッダウラは捕殺された。イギリスは秘密条約で結ばれた条項のもと、ミール・ジャアファルからカルカッタの一郡を含む24郡のザミーンダーリーの授与を受けるともに様々な名目で3000万ルピーを越す金額を搾り取り、徐々に傀儡化していった。
また、クライヴは戦闘後にムガル帝国の皇帝アーラムギール2世から賜った勅令で、「ムガル帝国の花であり、保護者であり、最も勇敢な兵士である」と評価された。
1764年10月のブクサールの戦いでイギリスが勝利し、東インド会社は3州で租税徴収権（ディーワーニー）を獲得した。これを機にイギリスはインドの植民地化を推し進めていった。